# Society for Ecological Restoration
Die Society for Ecological Restoration (SER; deutsch: Gesellschaft für Renaturierung) ist eine wissenschaftliche Gesellschaft, die explizit Wissenschaft mit Praxis verbinden möchte, um mithilfe von Renaturierung die Biodiversität sowie die Resilienz von Ökosystemen in Zeiten des Klimawandels zu fördern.
Die Organisation sieht Renaturierung als fundamentalen Bestandteil des Naturschutzes und der nachhaltigen Entwicklung. Renaturierung soll nicht nur ökologischen Schaden beheben, sondern auch die Lebensumstände der Menschen grundlegend verbessern.

## Aufgaben

### Publikationen und Konferenzen
Die Gesellschaft gibt die Wissenschaftszeitschrift Restoration Ecology heraus und ist Partner der Zeitschrift Ecological Restoration. Die Gesellschaft veranstaltet alle zwei Jahre eine weltweite wissenschaftliche Konferenz und in den Zwischenjahren veranstalten die Kontinentalverbände ihre Konferenzen.

### Leitfäden
Die SER gibt Leitlinien für Renaturierungen heraus wie zum Beispiel die SER-Standards (2019, 2. Ed.), Leitfäden zu Renaturierungen von Bergbaustandorten (2022), von Naturschutzgebieten (2012) oder zur Produktion und Verwendung von einheimischem Saatgut (2020). Die SER ist Mitherausgeberin eines Leitfadens zur naturschutzgerechten Aufforstung im Rahmen von Klimaschutzmaßnahmen und Biodiversität (2024) und Standards für die UN-Dekade für Ökosystemrenaturierung (2024).

### Zertifizierungsprogramm
Die Gesellschaft führt 2017 das weltweit erste Zertifizierungsprogramm für Praktiker und Praktikerinnen von Renaturierungen ein: CERP, Certified Ecological Restoration Practioner.

### Partnerschaften und Stellungnahmen
Die SER ist ein globaler Partner der UN-Dekade für Ökosystemrenaturierung 2021–2030. Dabei wurde nicht nur an den 10 Prinzipien für diese Dekade mitgewirkt, sondern auch Mitglieder an die Task Force der UN-Dekade entsandt. Des Weiteren  arbeitet die SER mit der UN-Biodiversitätskonvention und der UN-Wüstenkonvention und der Initiative zur Renaturierung von Waldökosystemen (Forest Ecosystem Restoration Initiative, FERI) zusammen, um zum Beispiel die Länder bei der Entwicklung ihrer nationalen, kurzfristigen Aktionspläne zur Renaturierung (Short-Term Action Plan on Ecosystem Restoration, STAPER) zu unterstützen. Außerdem nimmt die SER an Initiativen der IUCN teil und richtet mit der IUCN-Kommission für Ökosystemmanagement alle zwei Jahre ein globales Forum aus.

### Datenbanken
Es wird seit 2017 das Restoration Resource Center betrieben, um Erfahrungen zu Renaturierungen zusammenzuführen. Es gibt eine Datenbank zu Renaturierungsprojekten, eine Publikationsdatenbank, eine Datenbank zu Präsentationen auf Konferenzen und ein Verzeichnis von Sponsoren, Unternehmenspartnern und Studiengängen. Ziel der Datenbank ist es das Wissen von erfahrenen Praktikern, Organisationen, Projektberichten, Konferenzpräsentationen und Wissenschaftsartikeln zu bündeln und zu vernetzen. Dabei sollen vor allem Renaturierungsprojekte systematisch präsentiert werden: Es sollte klar sein wo, was, wann, mit welchen Zielen gemacht wurde und ob die Projekte erfolgreich waren.

## Geschichte
Die Organisation wurde 1988 gegründet. Die Gründungsmitglieder waren William R. Jordan III, John Rieger, Anne Sands und John Stanley. Die bisherige Präsidenten und Präsidentinnen:
| Zeitraum  | Name            | Land                   |
| --------- | --------------- | ---------------------- |
| 1988–1993 | John Rieger     | USA                    |
| 1993–1995 | Andre Clewell   | USA                    |
| 1995–1997 | Nik Lopoukhine  | Kanada                 |
| 1997–1999 | George Gann (1) | USA                    |
| 1999–2001 | Edith Read      | USA                    |
| 2001–2003 | Eric Higgs      | Kanada                 |
| 2003–2007 | Keith Bowers    | USA                    |
| 2007–2009 | George Gann (2) | USA                    |
| 2009–2010 | Jim Harris      | Vereinigtes Königreich |
| 2010–2013 | Steve Whisenant | USA                    |
| 2013–2015 | Cara R. Nelson  | USA                    |
| 2015–2018 | Al Unwin        | Kanada                 |
| 2018–2021 | Jim Hallett     | USA                    |
| 2021–2024 | Kingsley Dixon  | Australien             |
| 2024–2026 | Karma Bouazza   | Libanon                |

## Regionalverbände und Sektionen
Die SER hat unterschiedliche Kontinentalverbände (Afrika, Asien, Australasia, Europa, Lateinamerika und Karibik, Nordamerika) und Sektionen (Internationales Netzwerk für Renaturierungen mit Saatgut, großskalige Ökosystemrenaturierungen, Netzwerk zur natürlichen Regeneration). Die Kontinentalverbände veranstalten alternierend zur weltweiten Konferenz ebenfalls alle zwei Jahre Tagungen. Die Kontinentalverbände können assoziierte Verbände auf Landesebene haben wie das Netzwerk Renaturierung in den deutschsprachigen Ländern.
Mitglieder der SER sind zu 66 % aus Nordamerika und alle anderen Kontinente machen einen Anteil von jeweils 4–9 % aus.